# Jean Badal

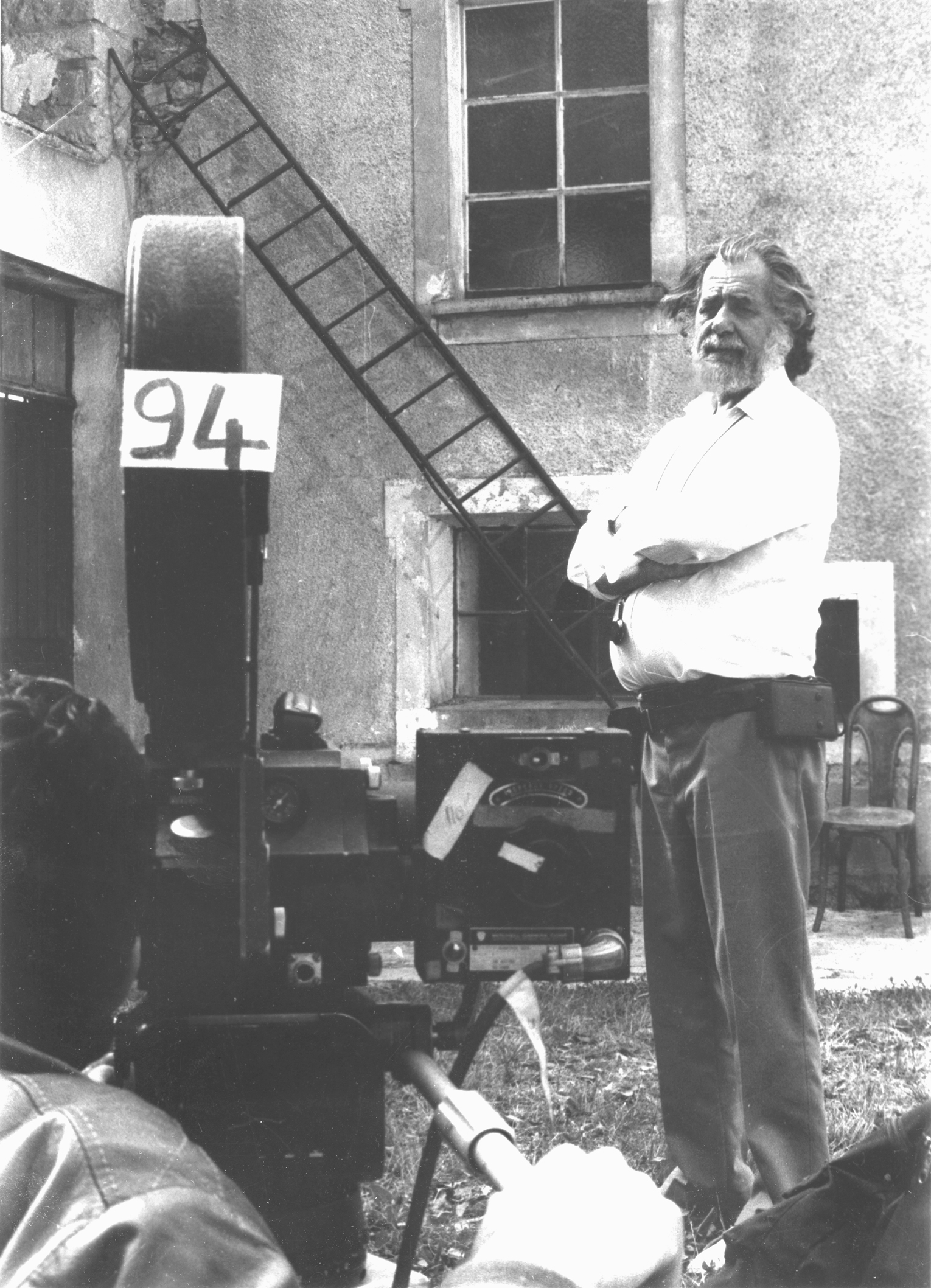
Jean Badal

Jean Badal (eigentlich János Badal; * 7. März 1927 in Budapest; † 9. Oktober 2015) war ein international bekannter Kameramann ungarischer Herkunft.

## Leben
Jean Badal schloss sich 1944 der sowjetischen Armee an, die Ungarn eroberte, die von Badal aber aus der Sicht des Verfolgten des vorherigen rechten Regimes als Befreier empfunden wurde.
Er machte nach 1945 eine Ausbildung als Kameramann und wurde zu einem der erfolgreichsten Vertreter dieses Berufszweiges in Ungarn; so war Badal für den ersten farbigen Wochenschaufilm verantwortlich, der 1953 in Ungarn gezeigt wurde.
In der politischen Repressionsphase nach dem Scheitern des ungarischen Volksaufstands verließ Badal Ungarn und ließ sich in Frankreich nieder.
Er zeichnete für die Kameraarbeit an zahlreichen bekannten Filmen verantwortlich, beispielsweise für Was gibt’s Neues, Pussy? des Regisseurs Clive Donner und Tatis herrliche Zeiten des Regisseurs Jacques Tati.

## Filmografie (Auswahl)
- 1960: Hunger nach Liebe (Les mauvais coups)
- 1961: Das fremde Gesicht (Le rendez-vous de minuit)
- 1962: Der dunkelgrüne Koffer (Ballade pour un voyou)
- 1964: Deine Zeit ist um (Behold a Pale Horse)
- 1964: Tim und Struppi und die blauen Orangen (Tintin et les oranges bleues)
- 1965: Was gibt’s Neues, Pussy? (What’s New Pussycat?)
- 1967: Tatis herrliche Zeiten (Playtime)
- 1969: Moneten fürs Kätzchen (La fiancée du pirate)
- 1971: Mörder nach Vorschrift (Les assassins de l’ordre)
- 1973: Privat-Vorstellung (Projection privée)
- 1974: Das Urteil (Verdict)
- 1977: Goodbye Emmanuelle
- 1980: Prostitution International (International Prostitution: Brigade criminelle)
- 1981: Le bahut va craquer
- 1991: Die fliegenden Kinder (Les enfants volants)
- 2020: Grizzly II: Revenge (Grizzly II: The Predator) [1983 gedreht]